# Давід Вільябона
Давід Вільябона (ісп. David Villabona, баск. David Billabona; нар. 5 грудня 1969, Ірун) — іспанський футболіст, що грав на позиції захисника.
Виступав, зокрема, за «Реал Сосьєдад» та «Расінг», а також збірну Країни Басків. У складі збірної Іспанії — олімпійський чемпіон.

## Клубна кар'єра
Вихованець клубу «Реал Сосьєдад». Дебютував за цю команду у Ла Лізі 6 червня 1987 року, в матчі проти «Мурсії» (0:2), втім основним гравцем не став і перші роки виступав здебільшого за резервну команду «Реал Сосьєдад Б». В основній команді із Сан-Себастьяна закріпився лише у останньому сезоні, 1989/90, зігравши 35 ігор чемпіонату.
Протягом 1990—1993 років захищав кольори клубу «Атлетік Більбао», де у перших двох сезонах був основним гравцем, але з 1992 року втратив місце в основі, програвши конкуренцію молодому вихованцю басків Хулену Герреро.
В результаті у січні 1994 року Вільябона перейшов до «Расінга», за який відіграв 7 сезонів. Завершив професійну кар'єру футболіста виступами за команду «Расінг» (Сантандер) у 2000 році. Загалом у Прімері Давід зіграв 221 матч і забив 13 голів.

## Виступи за збірні
1987 року дебютував у складі юнацької збірної Іспанії (U-17), загалом на юнацькому рівні взяв участь у 9 іграх, відзначившись одним забитим голом. З командою до 20 років був учасником молодіжного чемпіонату світу 1989 року в Саудівській Аравії, де зіграв у всіх трьох матчах і забив гол у грі з Аргентиною (2:1), але його команда не вийшла з групи.
Протягом 1990—1992 років залучався до складу молодіжної збірної Іспанії. На молодіжному рівні зіграв у 10 офіційних матчах, забив 1 гол.
У складі олімпійської збірної Іспанії брав участь в домашніх Олімпійських іграх 1992 року, на яких здобув золоті медалі, зігравши у двох матчах групового етапу.
1990 року провіву складі неофіційної збірної Країни Басків товариську гру проти збірної Румунії (2:2).

## Титули і досягнення
- Володар Кубка Іспанії (1):

«Реал Сосьєдад»: 1987
- Олімпійський чемпіон (1):

Іспанія: 1992